# Fenticlor
Fenticlor (cũng được đánh vần là fentichlor) là một chất kháng khuẩn và kháng nấm để sử dụng tại chỗ. Nó là một chất chống vi trùng. Nó cũng được sử dụng trong thú y.

## Tổng hợp
Nó được điều chế bằng phản ứng xúc tác AlCl 3 của 4-chlorophenol với sulfur diclorua. Nó cũng có thể được điều chế bằng cách clo hóa bis [2-hydroxyphenyl] sulfide.

## An toàn
LD50 (chuột, uống) = 3250 mg / kg. Nó có thể gây ra nhạy cảm ánh sáng 